# Alopecosa galilaei
Alopecosa galilaei là một loài nhện trong họ Lycosidae.
Loài này thuộc chi Alopecosa. Alopecosa galilaei được Lodovico di Caporiacco miêu tả năm 1923.